# Capito hypoleucus
Capito hypoleucus е вид птица от семейство Capitonidae. Видът е световно застрашен, със статут Уязвим.

## Разпространение
Видът е разпространен в Колумбия.